# メジャー (SANABAGUN.のアルバム)
『メジャー』は、CONNECTONEから2015年10月21日に発売されたSANABAGUN.の1枚目のフル・アルバム

## 解説
SANABAGUN.のメジャーデビューアルバムであり、ビクター CONNECTONEと契約が決定した。本作のテーマは、「これがSANABAGUNだ味わえ！」である。

## 収録曲
1. SANABAGUN Theme
2. カネー
3. J・S・P
4. デパ地下
5. 渋谷ジョーク
6. 居酒屋JAZZ
7. 在日日本人
8. まさに今、この瞬間。
9. 人間